# Ranalisma
Ranalisma es un género de plantas con flores con dos especies, perteneciente a la familia Alismataceae.  Incluye dos especies; una del África tropical y otra del sudeste de Asia.

## Descripción
Son plantas acuáticas herbáceas. Hojas sumergidas, flotantes o emergentes, con forma de huevo para ovoide-elíptica. Flores bisexuales, generalmente solas, raramente 2-3 reunidas en la umbela. Las frutas son aplanadas lateralmente aquenios con pico largo.

## Taxonomía
El género fue descrito por  Otto Stapf, y publicado en Hooker's Icones Plantarum 27: , pl. 2652. 1900.

## Especies
- Ranalisma humile
- Ranalisma rostrata